# Johan Martin Lovén

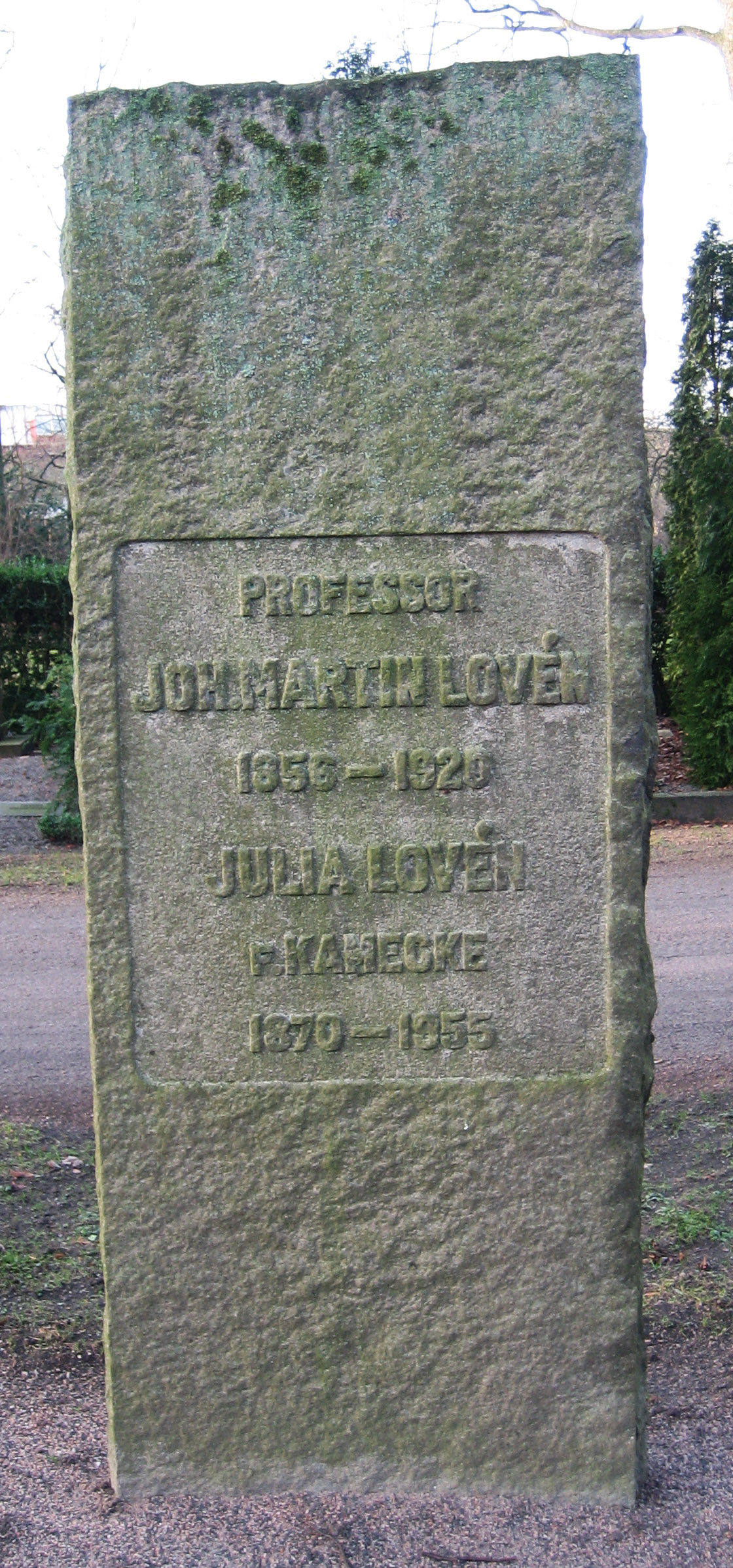
Johan Martin Lovéns gravsten på Norra kyrkogården i Lund.

Johan Martin Lovén, född 1 augusti 1856 i Åhus, död 5 juni 1920 i Lund, var en svensk kemist.
Lovén avlade mogenhetsexamen i Kristianstad 1875 och påbörjade samma år universitetsstudier vid Lunds universitet. Han erhöll kandidatexamen 1877 med matematik, fysik och kemi som huvudämnen. Han blev filosofie doktor och docent där 1882. Hans doktorsavhandling handlade om svavelhaltiga derivat av propionsyra. 
Under 1884 och 1885 besökte Lovén kemiska laboratorier i Tyskland, Österrike, Schweiz och Frankrike. Härvid studerade han hos August Wilhelm von Hofmann i Berlin, Adolph Wilhelm Hermann Kolbe i Leipzig och Adolf von Baeyer i München. Efter återkomst från utlandet erhöll Lovén 1887 en lärartjänst i kemi vid Chalmerska institutet i Göteborg och 1889−1893 var han där lektor i kemi, kemisk teknologi, mineralogi och geognosi. Han arbetade sedan en tid i Wilhelm Ostwalds laboratorium i Leipzig och i Walther Nernsts laboratorium i Göttingen. Han utnämndes 1897 till professor i kemi vid Lunds universitet och efterträdde härvid sin lärare Christian Wilhelm Blomstrand. 
Lovén arbetade inom flera kemiska fält såsom organisk kemi där han bl. a. undersökte svavelhaltiga organiska syror, så kallade tiosyror, oorganisk kemi där han bl. a. studerade övermangansyrans anhydrid och dess hydrat, fysikalisk kemi där han bl. a. studerade kemiska jämvikter för magnesiumsaltlösningar i ammoniak, kemisk syntes och även dissociationsteori. Hans grundliga och värdefulla undersökningar av tiosyror omfattade dels syntesframställning, dels studium med fysikalisk-kemiska metoder. Under hans senare år utförde han viktiga arbeten angående uppdelning av racemiska syror i optiskt aktiva komponenter medelst en av honom framställd optiskt aktiv bas, α-fenetylamin.
Lovén blev 1900 ledamot i Kungliga Fysiografiska Sällskapet i Lund och i Kungliga Vetenskaps- och Vitterhets-Samhället i Göteborg. 1902 utsågs Lovén till ledamot av Vetenskapsakademin.   
Lovén var från 1896 gift med Julia Lovén, född Kamecke (1870-1955). Lovén ligger begravd på Norra kyrkogården i Lund.